# Самсонова Олена Павлівна
Олена Павлівна Самсонова (1890–1958) — російський авіатор, одна з перших жінок-пілотів. Дочка військового інженера.

## Життєпис
Народилася в 1890 році.
Закінчила з золотою медаллю курс Білостоцької гімназії, була слухачкою Бестужівських курсів у Петербурзі. Потім закінчила шоферські курси у Варшаві. У вересні 1913 року брала участь у змаганнях в передмісті Москви.
Крім того, що Самсонова була водієм, вона стала однією з перших російських льотчиць. Влітку 1913 року в школі Б. Масленнікова Самсонова здала пілотський іспит (диплом пілота-авіатора ІВАК № 167 від 23.08.1913). Випробування проводилися в присутності комісії Товариства повітроплавання за прийнятою в Російській імперії програмою. Комісія визнала її гідною звання пілота. Самсонова стала першою жінкою-пілотом, що отримала диплом на Московському аеродромі, і 5-ю в Російській імперії — після Любові Голанчикової, Євгенії Шаховської, Лідії Звєрєвої і Євдокії Анатри.
Після початку Першої світової війни Олена Самсонова пішла працювати сестрою милосердя у військовий госпіталь у Варшаві, але потім швидко стала працювати шофером в 9-ї армії. У Галичині вона служила шофером з жовтня 1914 по лютий 1915 років, потім її відправили в Москву.
Навесні 1917 року прем'єр-міністр Тимчасового уряду О. Ф. Керенський офіційно дозволив жінкам служити в армії. Олена Самсонова потрапила на службу до 26-го КАЗ (корпусний авіаційний загін) разом з Софією Долгоруковою і, можливо, зробила кілька бойових вильотів на розвідку як спостерігачка..
Після громадянської війни Самсонова працювала викладачем фізичної культури в Сухумі.
Померла в 1958 році.